# Gervasius van Canterbury
Gervasius van Canterbury (ca. 1145 - ca. 1210; Latijn: Gervasus Cantuariensis, Gervasius Dorobernensis) was een Engels kroniekschrijver en benedictijns monnik.

## Biografie
Gervasius bracht een groot deel van zijn leven door aan de kathedraal van Canterbury. Over zijn jeugd is weinig bekend. Als monnik was hij auteur van een reeks kronieken, kaarten en verslagen, die belangrijke oorspronkelijke bronnen voor zijn tijd vormen.

## Werken
Zijn bekendste werk is de Chronica, een kroniek, die de periode van 1100 tot 1199 behandelt. Zijn verslag over een astronomische gebeurtenis in 1178, waargenomen door enkele monniken, beschreef mogelijk het ontstaan van de maankrater Giordano Bruno.
Hij vervaardigde daarenboven de Actus Pontificum Cantuariensis Ecclesiae, een geschiedenis van de daden van de aartsbisschoppen van Canterbury tot aan de dood van Hubert Walter in 1205 en een vroege mappa mundi.